# Kristian Wickström
Johan Kristian Wickström, né le 25 septembre 1845 à Garpenbergs socken (sv) et mort le 14 mars 1926, est un psychiatre suédois.

## Biographie
Wickström est devenu un étudiant à l'université d'Uppsala en 1866, medicine kandidat (sv) en 1873 et medicine licentiat (sv) en 1878. Il était médecin assistant à l'hôpital de Stockholm (Konradsberg) 1878-1880 et 1881-1883 à l'hôpital de Göteborg, le médecin en chef par intérim à l'hôpital de Göteborg 1880-1883 et médecin régulier 1883-1915 (comme successeur de Carl Anjou (sv)).
Wickström est inhumé dans le Galärvarvskyrkogården (en) à Stockholm.